# جسیکا مور (بازیکن بسکتبال)
جسیکا مور (انگلیسی: Jessica Moore؛ زادهٔ ۹ ژوئیهٔ ۱۹۸۲) بازیکن بسکتبال اهل ایالات متحده آمریکا است.
از باشگاه‌هایی که در آن بازی کرده‌است می‌توان به آتلانتا دریم اشاره کرد.
وی در مسابقات کشوری و بین‌المللی در مجموع برندهٔ ۱ مدال برنز شده‌است.